# Tadeusz Walendowski

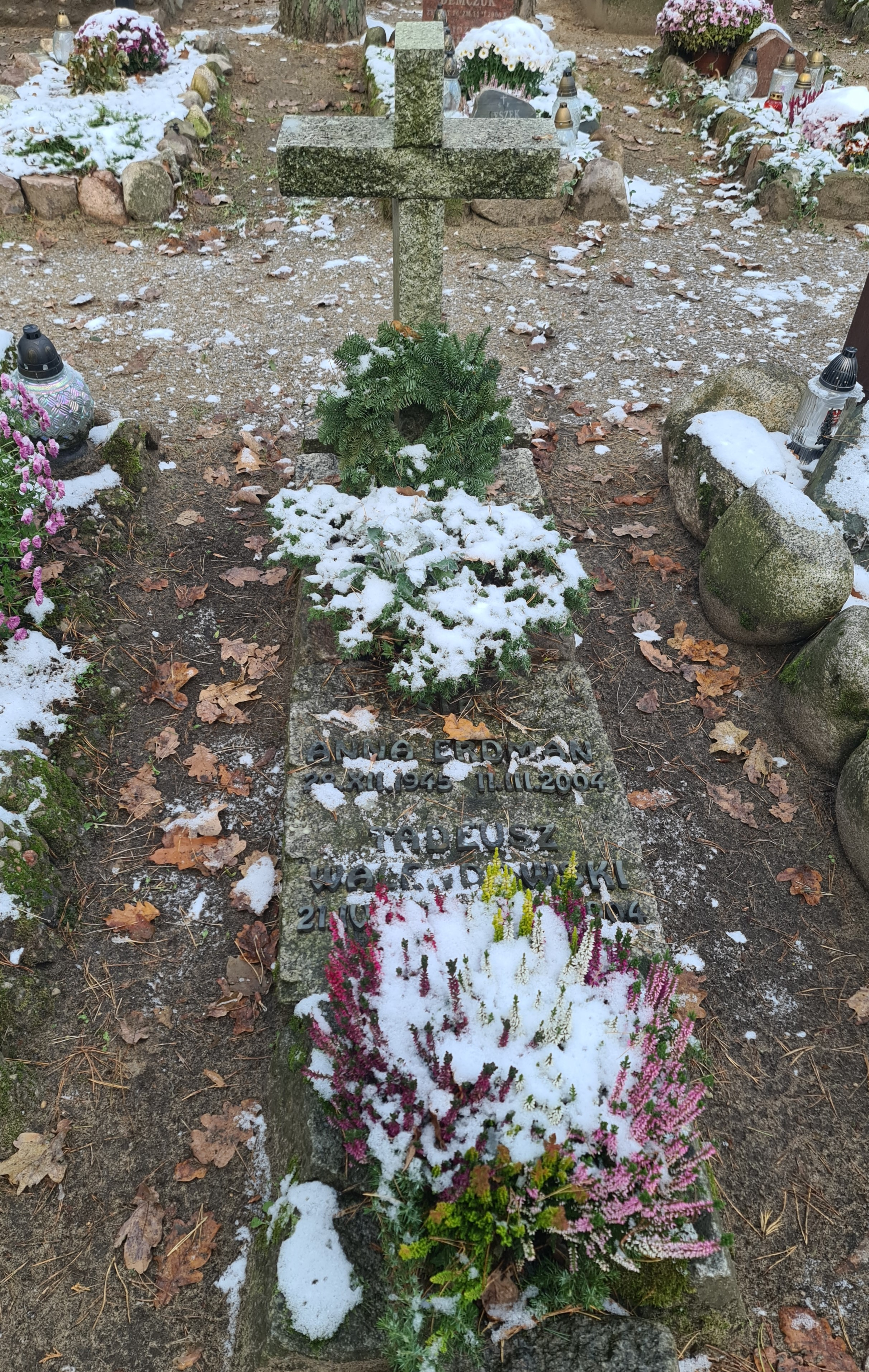
Grób Tadeusza Walendowskiego i Anny Erdman na cmentarzu leśnym w Laskach

Tadeusz Kajetan Walendowski (ur. 21 kwietnia 1944 we Lwowie, zm. 27 lutego 2004 w Waszyngtonie) – polski dziennikarz i filmowiec, działacz opozycji w PRL.

## Życiorys
Ukończył studia na Uniwersytecie Łódzkim (socjologię) i w Wyższej Szkole Filmowej w Łodzi. Pracował jako reżyser i niezależny dziennikarz, udzielając się w środowiskach opozycji demokratycznej (m.in. redaktor ukazującego się w tzw. drugim obiegu kwartalnika „Puls”). Razem z żoną, Anną Erdman (wnuczką Melchiora Wańkowicza) prowadził w Warszawie odpowiednik „salonu dysydenckiego”. W 1976 roku zagrał epizodyczną rolę milicjanta współpracującego z Mildem i Górnym w filmie Przepraszam, czy tu biją?.
W 1979 roku władze wydaliły z Polski Annę Erdman, która była obywatelką USA, za działalność opozycyjną; Walendowski opuścił wówczas również kraj, osiedlili się w USA. Pracował w sekcji polskiej rozgłośni Głos Ameryki, następnie w Smithsonian Institution. Przedstawiciel KOR w USA, był aktywnym działaczem polonijnym, współzałożycielem i prezesem Biblioteki Polskiej w Waszyngtonie. W 2007 utworzona została nagroda jego imienia przyznawana dorocznie przez Zarząd Biblioteki Polskiej osobom lub instytucjom wnoszącym istotny wkład w upowszechnianie rzetelnego wizerunku Polski poza jej granicami oraz kształtowanie partnerskich kontaktów między Polakami a innymi narodami w duchu tolerancji i wzajemnego poszanowania odrębności.
Zmarł na skutek raka płuc. W marcu 2004 zmarła wdowa, Anna Erdman (ur. w 1945 roku).
W roku 2007 Biblioteka Polska w Waszyngtonie ustanowiła nagrodę jego imienia. Nagroda przyznawana jest osobom lub instytucjom w uznaniu ich wkładu w upowszechnianie rzetelnego wizerunku Polski poza jej granicami oraz kształtowanie partnerskich kontaktów między Polakami i innymi narodami w duchu tolerancji i wzajemnego poszanowania odrębności.

## Odznaczenia
23 września 2006 roku Prezydent RP Lech Kaczyński odznaczył pośmiertnie Tadeusza Walendowskiego Krzyżem Komandorskim Orderu Odrodzenia Polski „za wybitne zasługi dla niepodległości Rzeczypospolitej Polskiej, za działalność na rzecz przemian demokratycznych w kraju”. Anna Erdman została w tym samym dniu odznaczona pośmiertnie przez Prezydenta Krzyżem Oficerskim Orderu Odrodzenia Polski.